# Atletica leggera ai Giochi della XXVII Olimpiade - 10000 metri piani maschili

Video della Finale

I 10000 metri piani hanno fatto parte del programma di atletica leggera maschile ai Giochi della XXVII Olimpiade. La competizione si è svolta nei giorni 22-25 settembre 2000 allo Stadio Olimpico di Sydney.

## Presenze ed assenze dei campioni in carica
| Competizione         | Atleta             | Prestazione | Sydney 2000 |
| -------------------- | ------------------ | ----------- | ----------- |
| Olimpiadi 1996       | Haile Gebrselassie | 27'07"34    | Presente    |
| Commonwealth 1998    | Simon Maina        | 28'10”00    | Non qual.   |
| Goodwill Games 1998  | Julius Gitahi      | 27'49”26    | Non qual.   |
| Europei 1998         | António Pinto      | 27'48”62    | Assente     |
| Africani 1999        | Assefa Mezgebu     | 28'12”15    | Presente    |
| Mondiali 1999        | Haile Gebrselassie | 27'57"27    | Presente    |
|                      |                    |             |             |
| Mondiali junior 1996 | Assefa Mezgebu     | 28'27”78    | Presente    |

## La gara
Haile Gebrselassie o Paul Tergat? La sfida tra i più forti fondisti del mondo scrive un nuovo capitolo a Sydney.

I due fuoriclasse controllano la gara. All'ultimo giro lasciano il gruppo; comincia il duello per il titolo. Tergat stacca il rivale ed è solo a 250 metri dal traguardo; ma Gebrselassie non si dà per spacciato e lo riagguanta a 10 metri dalla fine e vince per 9 piccoli centesimi.

Gli atleti del Corno d'Africa occupano le prime cinque posizioni.
Haile Gebrselassie è il quarto uomo che riesce nell'impresa di vincere due volte i 10.000 metri alle Olimpiadi.

Il distacco tra primo e secondo (9 centesimi) è il più basso nella storia olimpica, non solo della specialità, ma di tutte le corse dai 1500 metri in su.

## Risultati

### Turni eliminatori
| 2 Batterie | 22 settembre | 34 partenti    | Si qualificano i primi 8 più i 4 migliori tempi. |
| Finale     | 25 settembre | 20 concorrenti |                                                  |

### Finale
| Primatista mondiale   | 26'22"75 | Haile Gebrselassie | Presente |
| Primatista stagionale | 27'03"87 | Paul Tergat        | Presente |

1. ↑  Record stabilito nel 1998.

Stadio Olimpico, lunedì 25 settembre, ore 22:00.
| Pos | Paese       | Atleta               | Tempo    |
| --- | ----------- | -------------------- | -------- |
|     | Etiopia     | Haile Gebrselassie   | 27'18"20 |
|     | Kenya       | Paul Tergat          | 27'18"29 |
|     | Etiopia     | Assefa Mezgebu       | 27'19"75 |
| 4   | Kenya       | Patrick Mutuku Ivuti | 27'20"44 |
| 5   | Kenya       | John Korir           | 27'24"75 |
| 6   | Marocco     | Said Berioui         | 27'37"83 |
| 7   | Giappone    | Toshinari Takaoka    | 27'40"44 |
| 8   | Regno Unito | Karl Keska           | 27'44"09 |